# Yextla
Yextla es una localidad del estado mexicano de Guerrero. Es parte del municipio de Leonardo Bravo.

## Toponimia
El nombre «Yextla» proviene de los términos en náhuatl: yetl, tabaco; tlan, lugar de abundancia. Su significado es «lugar donde abunda la planta de tabaco».

## Demografía
| Gráfica de evolución demográfica |
|                                  |

| Censo | Población |
| ----- | --------- |
| 1910  | 922       |
| 1921  | 961       |
| 1930  | 1 162     |
| 1940  | 1 278     |
| 1950  | 1 560     |
| 1960  | 1 704     |
| 1970  | 1 862     |
| 1980  | 2 073     |
| 1990  | 2 867     |
| 2000  | 3 009     |
| 2010  | 3 242     |
| 2020  | 3 262     |